# Cronquistianthus lopez-mirandae
Cronquistianthus lopez-mirandae là một loài thực vật có hoa trong họ Cúc. Loài này được (Cabrera) R.M.King & H.Rob. mô tả khoa học đầu tiên năm 1983.